# UFC on ESPN: Błachowicz vs. Rakić
UFC on ESPN: Błachowicz vs. Rakić (también conocido como UFC on ESPN 36) fue un evento de artes marciales mixtas producido por Ultimate Fighting Championship que tuvo lugar el 14 de mayo de 2022 en las instalaciones del UFC Apex en Enterprise, Nevada, parte del área metropolitana de Las Vegas, Estados Unidos.

## Antecedentes
Un combate de peso semipesado entre el ex Campeón de Peso Semipesado de la UFC Jan Błachowicz y Aleksandar Rakić sirvió como evento principal. Anteriormente estaban programados para encabezar UFC on ESPN: Blaydes vs. Daukaus, pero Błachowicz se retiró debido a una lesión y el combate fue cancelado.
Un combate de peso mosca femenino entre la ex Campeona Femenina de Peso Gallo de la UFC Miesha Tate y la ex Campeona Femenina de Peso Gallo de Invicta FC (también ex Campeona Femenina de Peso Mosca de la UFC) Lauren Murphy se esperaba que tuviera lugar en este evento. Sin embargo, el combate fue trasladado a UFC 276 por razones desconocidas.
Ryan Spann y Ion Cuțelaba se enfrentaron en un combate de peso ligero en el evento. La pareja estaba programada para luchar en UFC Fight Night: Makhachev vs. Green, pero Spann fue retirado debido a una lesión.
Un combate de peso mosca entre Jake Hadley y Allan Nascimento tuvo lugar en este evento. La pareja estaba programada para enfrentarse en UFC Fight Night: Volkov vs. Aspinall, pero el combate se canceló debido a la lesión de Hadley.
Se esperaba que Louis Smolka y Davey Grant se enfrentaran en un combate de peso gallo en UFC on ESPN: Ngannou vs. Rozenstruik en marzo de 2020, pero el evento se canceló debido a la pandemia de COVID-19. Finalmente se enfrentaron en este evento.
Un combate de peso ligero entre Michael Johnson y Alan Patrick estaba originalmente programado para tener lugar una semana antes en UFC 274, pero fue retrasado a este evento debido a razones desconocidas.
Se esperaba que Daniel Pineda y Jamall Emmers se enfrentaran en un combate de peso pluma. Sin embargo, el combate se canceló a finales de abril por razones desconocidas.
Se esperaba un combate de peso mosca entre Tatsuro Taira y Carlos Candelario dos semanas antes en UFC on ESPN: Font vs. Vera. Sin embargo, se suspendió horas antes de celebrarse debido a que Candelario estaba enfermo. Entonces se reprogramó para este evento.

## Premios de bonificación
Los siguientes luchadores recibieron bonificaciones de $50000 dólares.
- Pelea de la Noche: Katlyn Chookagian vs. Amanda Ribas
- Actuación de la Noche: Ryan Spann y Manuel Torres